# Hexstatic
Hexstatic est un groupe de musique électronique britannique, formé par Stuart Warren Hill et Robin Brunson. Duo emblématique du label Ninja Tune aux côtés de Coldcut, ils accompagnent leurs prestations scéniques de mash-ups vidéo.

## Discographie

### Albums
- Rewind (2000)
- Master View (2004)
- When Robots Go Bad (2007)